# 茜蒂扎哈拉苏莱曼
丹斯里茜蒂扎哈拉苏莱曼（1949年4月24日—2024年7月26日），马来西亚政治人物、巫统党员。

## 政治生涯
1995年大选后，茜蒂扎哈拉被时任首相马哈迪·莫哈末委任为卫生部副部长。任内她于1998年5月31日在吉隆坡布达雅广场主持了1998年无烟月的启动仪式，自1989年起，世界卫生组织（WHO）将5月31日定为世界无烟日。1998年11月内阁改组后升任首相署部长。1999年大选后成为国民团结及社会发展部长。此外，她还于1996年至2000年任巫统妇女组主席。
1995年，茜蒂扎哈拉赢得了巴耶勿刹国会议席。1999年打败人民公正党再次获胜。2004年大选，她以12,518票的多数票获胜。
2003年获得彭亨苏丹颁发拿督斯里勋衔。2017年获得国家元首颁发丹斯里勋衔。
2024年7月26日，茜蒂扎哈拉逝世，享年75岁。